# Abfluss
Abfluss, Durchfluss und Zufluss (wissenschaftlich/mathematische Abkürzung Q) ist in der Hydrologie das Wasservolumen, das ein vorgegebenes Einzugsgebiet unter der Wirkung der Schwerkraft innerhalb einer bestimmten Zeit verlässt bzw. darin eintritt, also ein Volumenstrom. In der Hydrogeologie wird als Abfluss nach DIN 4049-1 ein als sich unter dem Einfluss der Schwerkraft auf und unter der Landoberfläche bewegendes Wasser bezeichnet. Die Verwendung des Begriffes weicht in der Praxis in der hydrogeologischen, hydrologischen und hydrographischen Fachliteratur zum Teil aufgrund unterschiedlicher Bezugs- und Betrachtungsgrößen voneinander ab. Die DIN 4049-3 Hydrologie – Teil 3 definiert den Abflussbegriff und die dazugehörigen Komponenten allgemeingültig.

## Grundlagen
Weil in der Hydrographie Maßangaben prinzipiell auf einen Pegel (also einen Messpunkt) bezogen sind, misst man immer stromabwärts und verwendet diesen Pegel jeweils für das stromaufwärts gelegene Entwässerungsgebiet (das sogenannte Oberwasser). Das Wasservolumen, das die Messstelle passiert, ist der Durchfluss am Pegel oder Abfluss des Flussgebiets. Der Zufluss – etwa in einen See – ist hydrographisch betrachtet „der Abfluss in den See an der Einmündung“; analog sind der Durchfluss durch ein Areal das Wasservolumen, das den Pegel passierend je Zeitspanne ins Unterwasser „abfließt“, und die Schüttung einer Quelle ihr Abfluss ins Oberflächenwasser.

### Abflusskomponenten
Nach DIN 4049-3 setzt sich der Gesamtabfluss aus dem Oberflächenabfluss, dem Zwischenabfluss und dem Basis- oder Grundwasserabfluss zusammen. Als Oberflächenabfluss (Qo) bezeichnet man den Teil der abfließenden Wassermenge, der ohne eine Bodenpassage oberirdisch einem Vorfluter zuströmt. Von einigen Autoren wird dieser Abflussanteil auch als „schneller Direktabfluss“ bezeichnet, da nach einem Niederschlagsereignis das Wasser im Allgemeinen nach wenigen Stunden den Vorfluter erreicht.
Der Abfluss ist von zahlreichen physiogeografischen und hydroklimatischen Regimefaktoren, wie u. a. Morphologie, Boden, Landnutzung und Niederschlag, Evapotranspiration sowie der Ausbildung vom Fluss- bzw. Bachbett abhängig, die untereinander in Wechselwirkungen treten.
Das Niederschlagswasser gelangt beim Eindringen in den Boden entweder direkt in den grundwassererfüllten Bereich oder in eine grundwassergeringleitende Schicht, die sich über dem eigentlichen Aquifer befindet. In der grundwassergeringleitenden Schicht wird das infiltrierte Wasser gestaut und fließt größtenteils, dem Gefälle folgend, zeitverzögert, innerhalb von einigen Tagen, dem Vorfluter zu. Diese Abflusskomponente wird als Zwischenabfluss oder Interflow (Q) bezeichnet. In Abhängigkeit von den Fließzeiten wird in einen unmittelbaren (schnellen) und einen verzögerten (langsamen) Zwischenabfluss unterschieden.
Oberflächen- und Zwischenabfluss bilden zusammen nach der DIN 4049-3 den Direktabfluss (QD), der somit alle Abflusskomponenten erfasst, die mit nur geringer Zeitverzögerung nach einem Niederschlag die Vorfluter erreichen. Als Basisabfluss (QB) oder grundwasserbürtiger Abfluss (QGW) definiert die DIN 4049-3 den Teil des Abflusses, der nicht zum Direktabfluss gezählt werden kann. Die Fließgeschwindigkeiten des Basisabflusses sind im Allgemeinen deutlich geringer als die der Direktabflusskomponenten. Der langfristige Basisabfluss entspricht weitestgehend der Grundwasserneubildung. Das Grundwasser bewegt sich entsprechend dem hydraulischen Potential dem nächsten Vorfluter zu. Ein Maß für die Grundwasserneubildung stellt nach langen niederschlagsfreien Perioden der so genannte Trockenwetterabfluss der Vorfluter dar.

### Mathematische Grundlagen
Der Abfluss Q gibt das Volumen V an, das in einem Fließgewässer in einer bestimmten Zeit t eine vollständige Querschnittsfläche F passiert, d. h. den Volumenstrom des Wasserkörpers durch F. Seine Einheit ist also m3/s:
{\displaystyle Q={\frac {V}{t}}=\int _{F}v\operatorname {d} F}
v … Fließgeschwindigkeit
F … durchflossene Fläche.
Das Volumen, umgangssprachlich die „Wassermenge“, wird nicht direkt gemessen, sondern indirekt erschlossen:
{\displaystyle V=Q\cdot t={\bar {v}}t\cdot F_{\mathrm {P} }}
Dabei sind die zeitabhängigen Werte in erster Näherung als Mittelwert anzunehmen:
v̅̅ … mittlere Fließgeschwindigkeit am Pegel
v̅̅ t = s … mittlerer Fließweg
FP … Fläche des Flussbettprofils, Bezugsfläche des Pegels
Da das Profil am Pegel bekannt ist, ergibt sich die durchflossene Fläche allein über den Pegel: Die Abhängigkeit der Flussbreite b vom Wasserstand h bzw. Pegelstand P ist aus dem Querschnitt des Gewässers abzulesen
{\displaystyle F_{\mathrm {P} }=F(P)}
Damit sind Q und V aus der mittleren Fließgeschwindigkeit und dem Pegelstand ermittelbar – Erstere ist ebenfalls ein Erfahrungswert über den Pegel und der Wassertemperatur (die die Viskosität des Wassers bestimmt), der von den Verhältnissen in Ober- und Unterwasser und der Materialbeschaffenheit des Betts (Rauhigkeit, Strömungswiderstand), also der strömungsmechanischen Charakteristik abhängt – Idealisierungsannahmen sind etwa Newtons lineare Abnahme der Fließgeschwindigkeit über die Senkrechte der Strömungsrichtung (Elementarsatz der Flüssigkeitsreibung, Zähigkeitskoeffizient) in laminaren Strömungen, nach der die mittlere Fließgeschwindigkeit die Hälfte der (leicht messbaren) Geschwindigkeit an der Oberfläche ist: Daher ist es günstig, Pegelmessstellen an möglichst gleichförmigen Flussabschnitten einzurichten.

## Messung
Der Durchfluss ist im Unterschied zum Pegelstand schwer messbar und wird daher meist aus dem Pegelstand und der Fließgeschwindigkeit berechnet. Allerdings gibt es auch Verfahren, den Durchfluss direkt zu messen.
Ist die Veränderung des Abflussquerschnittes bei steigendem Wasserstand h bzw. Pegelstand P bekannt, so lässt sich daraus eine Abflusskurve (h/Q-Diagramm) bzw. Pegelrelation (P/Q-Diagramm) aufstellen, die die Beziehung zwischen Abfluss und Wasserstand wiedergibt und somit eine indirekte Abflussmessung über den Wasserstand ermöglicht. Der Zusammenhang ist für ein v-förmiges Profil exakt von der vierten Potenz des Pegelstandes abhängig. Bei flacheren Profilen steigt die Abflussmenge etwas schneller an, bei u-förmigen Profilen etwas langsamer. Außerdem ist die Abflussmenge bei gleichem Pegelstand von der Wassertemperatur abhängig: bei 25 °C fließt eine doppelt so große Wassermenge wie bei 0 °C.

## Abflusskenngrößen
Die folgenden Werte sind wichtige Kenngrößen für den Wasserbau. Beim Ausbau eines Fließgewässers, bei der Dimensionierung von Rückhaltevolumina und Abschlagsbauwerken muss Hochwasserfreiheit über Zeitperioden nachgewiesen werden, deren Länge desto größer ist, je empfindlicher die angrenzende Nutzung ist: lange Zeitperioden bei bebauten Ufern, kürzere bei deren landwirtschaftlicher Nutzung.

Auch Hochwasserwarnstufen werden meist anhand der Abflusskenngrößen festgelegt.
- Niedrigster bekannter Abfluss (NNQ): Diese Kenngröße gibt den niedrigsten Abfluss an, der an der Messstelle erfasst wurde. Bei diesem Wert ist der Zeitpunkt des Auftretens anzugeben.[8]
- Niedrigster Abfluss gleichartiger Zeitabschnitte (NQ) in betrachteter Zeitspanne: Im Gegensatz zum NNQ gibt dieser Wert den niedrigsten Abfluss gleichartiger Zeitabschnitte (Monat, Halbjahr, Jahr) innerhalb eines betrachteten Zeitraumes wieder. Dazu wird der Zeitabschnitt und der Zeitraum der Angabe hinzugefügt. Wurde kein Zeitabschnitt angegeben, so ist das volle Jahr gemeint (auch: MJQ)
Zum Beispiel ist NQ 1971/1980 der niedrigste Abfluss aus den Jahren 1971 bis 1980, WiNQ 1971/1980 der niedrigste in den Wintern 1971 bis 1980, DezNQ 1971/1980 der niedrigste in den Dezembermonaten der Jahre 1971 bis 1980 aufgetretene Abfluss.
- Mittlerer Niedrigwasserabfluss (MNQ) in betrachteter Zeitspanne: Diese Kenngröße ist das arithmetische Mittel aus den niedrigsten Abflüssen (NQ) gleichartiger Zeitabschnitte für die Jahre des Betrachtungszeitraums. Wie bei NQ sind der Zeitabschnitt und der Betrachtungszeitraum der Angabe hinzuzufügen, so etwa auch Mittlerer jährlicher Niedrigwasserabfluss (MJNQ)
Zum Beispiel ist MNQ 1971/1980 das Mittel der NQ-Werte aus den 10 Einzeljahren 1971 bis 1980.
- Mittlerer Abfluss (MQ): Als mittleren Abfluss MQ bezeichnet man den durchschnittlichen Abfluss, bemessen auf ein Normaljahr – also den langjährigen Durchschnitt, in der Hydrographie auf das Abflussjahr bezogen, das im Allgemeinen in den gemäßigten Klimazonen im Herbst beginnt, um einen gesamten Winterzyklus zu erfassen. Späte Schneeschmelze und insbesondere Gletscher verzögern den Abfluss des Winterniederschlags bis in den Sommer hinein.
Aus den Abflüssen eines Jahres (dem „Jahresabfluss“ in m³/Jahr) ergibt sich die Gesamtjahreswasser„menge“ (das Volumen an Wasser), die das Entwässerungsgebiet in das darunterliegende einspeist. Der mittlere Abfluss MQ eines Entwässerungssystems errechnet sich dann als zeitliches Mittel der Regelwassermenge über das Jahr.
- Mittlerer Hochwasserabfluss (MHQ): Diese Kenngröße ist das arithmetische Mittel aus den höchsten Abflüssen (HQ) gleichartiger Zeitabschnitte für die Jahre des Betrachtungszeitraums. Wie bei NQ sind der Zeitabschnitt und der Betrachtungszeitraum der Angabe hinzuzufügen.
- Höchster jemals gemessener Hochwasserabfluss (HHQ): Historisch belegtes Höchsthochwasser
- Rechnerisch höchster Hochwasserabfluss (RHHQ): Die wasserbauliche Referenzgröße des Höchsthochwassers
- Hochwasserabfluss mit Jährlichkeit n (HQn, oder T, HQT): Abfluss mit einer gewissen Wiederkehrwahrscheinlichkeit (in Jahren: Jährlichkeit)
Gängige Größen sind etwa HQ1, HQ2, HQ5, HQ10, HQ25, HQ30, HQ50, HQ100, HQ300, HQ1000 für statistisch 1-jährliches (jedes Jahr zu erwartendes), 2-, 10-, 30-jährliches (übliches meteorologisches Intervall), 100-jährliches („Jahrhunderthochwasser“), 300-jährliches („seit Menschengedenken“) und 1000-jährliches Hochwasser (letztere entsprechen „seit Beginn der Aufzeichnungen“, die je nach Gegend in die frühere Neuzeit oder das Mittelalter zurückreichen). Seltener findet sich beispielsweise HQ5000; solche Ereignisse sind nur mehr geologisch nachweisbar.

### Berechnung
Die recht komplexe Berechnung dieser Größen gehört zu den zentralen Aufgaben der modernen Hydrographie:
- Für die mittleren Werte muss ein gewisses Zeitintervall zugrunde gelegt werden. Üblich sind 30- oder 40-jährige Messreihen. Diese stellen sich aber für Ausnahmsereignisse als zu kurz dar; längere geschlossene Datenreihen sind oft nicht vorhanden. Außerdem sind die Bemessungsintervalle regional unterschiedlich, was die Vergleichbarkeit und Gesamtberechnung eines Gewässersystems erschwert.
- Durch Ausuferung wird bei einem Extremhochwasser die Abflussschätzung sehr ungenau. Zudem sind für solche Extremereignisse wegen ihrer Seltenheit meist nur sehr wenige exakte Messungen vorhanden.
- Jahresübliche Niedrigwässer und Hochwässer werden in den Durchschnittswerten erfasst, nicht jedoch jedes Jahrhundertereignis. Insbesondere in der Zeit des Klimawandels stellen sich früher verwendete Bemessungsintervalle, die um 2000 enden, als heute wenig aussagekräftig dar, sie bilden wahrscheinlich nur die Erwärmungsphase nach dem kleinen Klimaminimum der Mittvierziger nach.
- Außerdem kann erst dann der Normalwasserabfluss ermittelt werden, wenn die Jährlichkeit eines Ausnahmeereignisses angenommen werden kann. Umgekehrt aber wird die Jährlichkeit auf Basis des Normalwertes ermittelt, das heißt, häufen sich Extremereignisse, verschiebt sich der Mittelwert. Daher erfordert die Berechnung der Werte wissenschaftlich betrachtet eine permanente Anpassung, während aber der wasserbauliche Hochwasserschutz langfristig verlässliche Werte erwartet. Früher bemaß man Schutzbauten auf hundertjährliche Hochwasser, heute werden daher deutlich höhere Werte genommen, im Bereich eines 500- bis 1000-jährlichen Ereignisses.

Diese Werte werden folglich in der Regel nicht mehr direkt gemessen, sondern anhand von Niederschlags-Abfluss-Modellen (NA-Modellen) errechnet, aus den Parametern des Einzugsgebiets und dem Gang der Jahresniederschläge, den man an einer günstig gelegenen Messstation erhebt. Größere Werte werden an historischen Hochwassermarken geeicht.

## Abflussgang und Abflussregime
Aus dem Durchfluss ergibt sich die Abflussganglinie des Pegels (Q/t-Diagramm). Sie zeigt das Verhalten (die Reaktion) des Fließgewässers anhand des gemessenen Durchflusses, wie er sich aus der Wetterlage und den Abflussverhältnissen des Einzugsgebietes ergibt. Dabei kann man die Ganglinien eines Abflussereignisses betrachten oder den Jahresverlauf des Abflusses – alle Durchflusswerte des Abflussjahres in ein Diagramm eingetragen. Die Ganglinie bildet die Grundlage für die Charakterisierung des Abflussgangs eines Gewässers an dieser Stelle anhand typischer Durchflüsse (Niedrigwasser, Hochwasserverläufe).
Nach der langjährig mittleren Abflussganglinie wird das Gewässer einem bestimmten Abflussregime, einer Typifikationsklasse von immer wiederkehrenden Mustern (Jahreszeitcharakteristiken, wie Schneeschmelze, sommerlicher Gletscherabfluss; Charakteristiken des Hochgebirges oder des Flachlandes usw.) in Abhängigkeit vom Klima zugeordnet.
Modelle für die Hochwasserprognose oder die Wasserbewirtschaftungsplanung in einem Einzugsgebiet stützen sich auf die dort erfassten Gänge und bestimmten Regime.